# Pseudozarba excavata
Pseudozarba excavata är en fjärilsart som beskrevs av Walker 1865. Pseudozarba excavata ingår i släktet Pseudozarba och familjen nattflyn. Inga underarter finns listade.